# Maurice Blieck
Pour les articles homonymes, voir Blieck.
Ne pas confondre avec Maurice-Emile Blieck (1878-1943).
Maurice Blieck, né le 16 septembre 1876 à Laeken et mort le 5 février 1922 à Bruxelles, est un peintre belge.

## Biographie
Maurice Blieck est né le 16 septembre 1876 à Laeken près de Bruxelles,. Il est le fils d'un peintre de peu de notoriété et le cousin de Paul Blieck.
Il est élève de l'académie royale de Bruxelles. Il termine ses études à Paris, entre 1914 et 1918, et en Grande-Bretagne.
Membre fondateur du cercle Le Sillon, il participe aux expositions du groupe à partir de 1896.
Il travaille à Bruxelles et à Londres. Maurice Blieck est un peintre de marine, scènes de ports, paysages, portraits et de genre.
Maurice Blieck est mort en 1922 à Bruxelles,.